# Horne Sogn (Faaborg-Midtfyn Kommune)

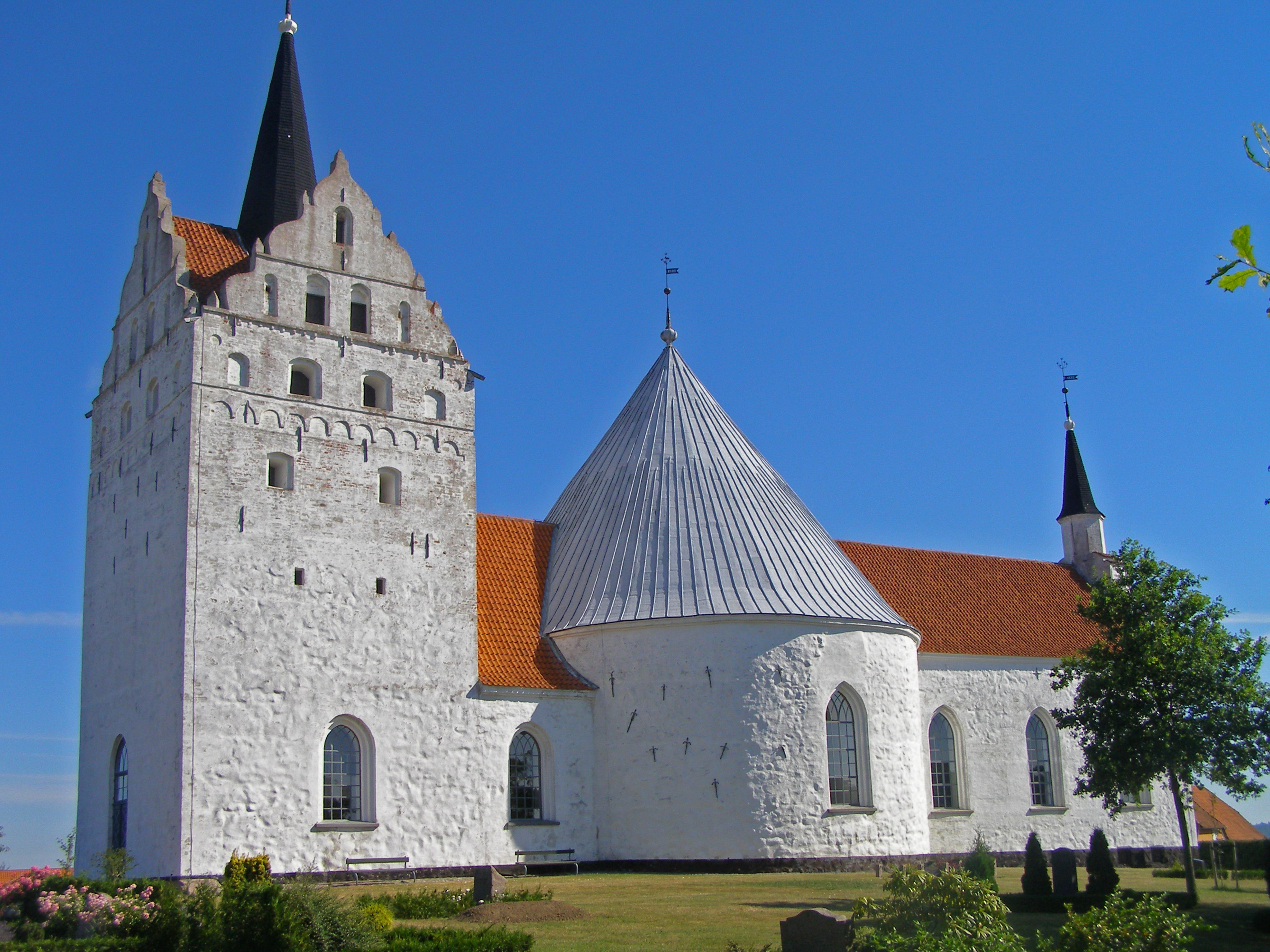
Horne Kirke

Horne Sogn ist eine Kirchspielsgemeinde (dän.: Sogn) auf der Insel Fyn (dt.: Fünen) im südlichen Dänemark.
Bis 1970 gehörte sie zur Harde Sallinge Herred im damaligen Svendborg Amt, danach zur Faaborg Kommune im Fyns Amt, die im Zuge der Kommunalreform zum 1. Januar 2007 in der Faaborg-Midtfyn Kommune in der Region Syddanmark aufgegangen ist.
Im Kirchspiel leben 1984 Einwohner, davon 863 im Kirchdorf (Stand: 1. Januar 2023). Im Kirchspiel liegt die Kirche „Horne Kirke“.
Da das Kirchspiel auf einer Halbinsel zwischen Faaborg Fjord und Helnæs Bugt liegt, hat es nur im Nordosten zwei Nachbargemeinden: Svanninge Sogn und Fåborg Sogn.